# 녹전중학교
녹전중학교(綠田中學校)는 대한민국 강원특별자치도 영월군 산솔면 녹전리에 있는 공립 중학교이다.

## 학교 연혁
- 1970년 9월 1일 : 녹전중학교 6학급 설립 인가
- 1971년 3월 5일 : 녹전중학교 개교
- 1981년 2월 1일 : 9학급 증설 인가
- 1995년 10월 21일 : 교사 11실 개축 준공
- 1997년 3월 1일 : 3학급으로 감축
- 2023년 9월 1일 : 제27대 허성범 교장 부임
- 2025년 1월 6일 : 제52회 졸업식(졸업생 총 2,389명)
- 2025년 3월 4일 : 제55회 입학식(신입생 5명)

## 참고 자료
- 녹전중학교 - 한국교육학술정보원 학교알리미